# International Journal of Andrology
International Journal of Andrology is een internationaal, aan collegiale toetsing onderworpen wetenschappelijk tijdschrift op het gebied van de andrologie. De naam wordt in literatuurverwijzingen meestal afgekort tot Int. J. Androl. Het wordt uitgegeven door Wiley-Blackwell namens het Comité Internacional de Andrologia en verschijnt tweemaandelijks.